# St George FC
St George FC – australijski klub piłkarski z siedzibą w Sydney w stanie Nowa Południowa Walia.

## Historia
Klub St. George Saints Football Club założony został w 1947 roku jako Budapest przez węgierskich emigrantów. Od 1961 roku Budapest, a od 1965 St. George-Budapest występował w I lidze stanu Nowa Południowa Walia - NSW League Division 1. Występował w niej do 1976 roku, trzykrotnie ją wygrywając. W 1977 przystąpił do nowo utworzonej National Soccer League. Po trzech latach St. George-Budapest spadł z NSL do New South Wales Soccer League. Po sezonie powrócił do NSL i występował w niej 1991, raz ją wygrywając. Od 1992 do 2005 występował w NSW Premier League. Obecnie występuje w NSW Super League (druga liga stanu Nowa Południowa Walia).

## Sukcesy

### Rozgrywki krajowe
- Mistrzostwo National Soccer League: 1983
- Wicemistrzostwo National Soccer League: 1982, 1989

### Rozgrywki stanowe
- Mistrzostwo New South Wales Super League: 1962, 1972, 1976
- Wicemistrzostwo New South Wales Super League: 1964, 1965, 1967, 1969, 1970, 1971, 1975

## Piłkarze w historii klubu
Australia
- Attila Abonyi
- Matthew Bingley
- Harry Williams
- Les Murray
- Scott Ollerenshaw
- Manfred Schaefer
- Robbie Slater
- Doug Utjesenovic
- Johnny Warren
- David Zdrilic

 Anglia
- Charlie George
- Mark Brennan (1999-00)
- Trevor Morgan (1985 )

 Szkocja
- Frank Haffey
- Willie Hamilton
- George Yardley

 Argentyna
- Osvaldo Ardiles (1985- 1 wyst)

## Trenerzy w historii klubu
| 1957: Frank Lugosi 1957: László Rudics 1958: István Hircsák 1959: Lajos Berecz 1959: István Hircsák 1959: József Csárdas 1960-1961: Lőrinc Hegyes 1962: József "Joe" Vlasits 1963-1964: Miklós "Nick" Szegedi ("Nicolae Simatoc") 1964-1968: Lorinc Hegyes 1968: Gyula Polgár 1969-1970: Frank Arok |  | 1971: Ralé Rašić 1972: Frank Arok 1972-1974: Michael Johnson 1974: Johnny Warren 1975-1977: Manfred Schaefer 1977-1978: Ilja Takac 1978: József "Joe" Vlasits 1979: József Gelei 1979-1980: Raul Blanco 1981-1983: Frank Arok 1989: Frank Arok |

## Sezony wNational Soccer League[2]
| Sezon     | Uzyskane Miejsce         |
| --------- | ------------------------ |
| 1977      | 6                        |
| 1978      | 7                        |
| 1979      | 11                       |
| 1980      | 14 (spadek)              |
| 1982      | 2                        |
| 1983      | mistrzostwo              |
| 1984      | 10 w Northern Conference |
| 1985      | 5 w Northern Conference  |
| 1986      | 3 w Northern Conference  |
| 1987      | 3                        |
| 1988      | 8                        |
| 1989      | 2                        |
| 1989-1990 | 10                       |
| 1990-1991 | 10 (rezygnacja)          |